# إدواردو غارسيا (سياسي)
إدواردو غارسيا (بالإسبانية: Eduardo Garcia)‏ هو لاعب كرة قدم وسياسي أوروغواني، ولد في 4 فبراير 1977 في إنديو في الولايات المتحدة. حزبياً، نشط في حزب كاليفورنيا الديمقراطي ‏. وقد انتخب عضو جمعية ولاية كاليفورنيا.

## وصلات خارجية
- الموقع الرسمي